# ريان سيمبسون
ريان سيمبسون (بالإنجليزية: Ryan Simpson)‏ (9 يوليو 1985 - ) هو لاعب كرة قدم بليزي في مركز الوسط. شارك مع منتخب بليز لكرة القدم. أما مع النوادي، فقد لعب مع Atlético Chiriquí ‏ وGeorgetown Ibayani FC ‏ وNew Site Erei ‏.

## وصلات خارجية
- ريان سيمبسون على موقع الاتحاد الدولي (مؤرشف)  (الإنجليزية)
- ريان سيمبسون على موقع قاعدة بيانات كرة القدم.إي يو (الإنجليزية)
- ريان سيمبسون على موقع ناشيونال فوتبول تيمز (الإنجليزية)
- ريان سيمبسون على موقع عالم كرة القدم.نت (الإنجليزية)